# 葉元符
葉元符（1753年—1804年），原名幹麟（或作祥麟），字根天，江蘇蘇州府元和縣人，清朝政治人物，四庫全書館職官。

## 生平
葉元符為葉樹滋長子，元和庠生，寄籍大興縣，乾隆三十九年（1774年）甲午科順天鄉試舉人。任日下舊聞館校錄，補內閣中書，任四庫全書館分校官，充文淵閣檢閱，六十年（1795年）遷翰林院侍讀。嘉慶二年（1797年）京察一等，授河南汝寧府知府，三年（1798年）調衛輝府知府。五年（1800年）以汝寧府任職期間勘信陽獄錯擬罪名，降三級調用，准其捐復原官，留辦豫省軍需等事務。七年（1802年）丁父憂，致仕歸里，九年（1804年）秋卒於里。

## 家族
葉元符為吳中葉氏支頭嶺派郡城支葉初春裔孫。高祖葉子循，曾祖葉台陽，祖父葉士寬，父葉樹滋（？-1801），母徐氏。表兄趙懷玉母葉貞為葉元符姑母。
夫人為彭紹觀長女。有二子葉宗潞、葉宗煃，還有三女。